# Lymantria marginata
Lymantria marginata is een vlinder uit de familie van de spinneruilen (Erebidae), onderfamilie donsvlinders (Lymantriinae). De wetenschappelijke naam van de soort is voor het eerst geldig gepubliceerd in 1855 door Walker.
Bij het mannetje is de voorvleugellengte ongeveer 17 millimeter, bij het vrouwtje 27 tot 33 millimeter. De soort kan zich ontwikkelen tot plaag in de teelt van tropische vruchten, zoals mango.
De soort komt voor in India, Indonesië en Myanmar en de aangrenzende delen van  China en Tibet.